# Hyloscirtus diabolus
Hyloscirtus diabolus é uma espécie de anfíbio anuro da família Hylidae. Está presente no Peru. A UICN classificou-a como em perigo de extinção.